# اقتصاد صوماليلاند
يعتمد اقتصاد صوماليلاند (أرض الصومال) إلى حد كبير على الإنتاج الأولي مثل الثروة الحيوانية والزراعة . يبلغ الناتج المحلي الإجمالي لأرض الصومال حوالي 2 مليار دولار أمريكي اعتبارًا من عام 2019 ، ويتلقى معظمها في شكل تحويلات من سكان صوماليلاند العاملين في الخارج. الثروة الحيوانية هي الصادرات الرئيسية للبلاد ، والتي تشحنها إلى جيبوتي وإثيوبيا المجاورتين ، وكذلك إلى دول الخليج ، مثل الإمارات العربية المتحدة والمملكة العربية السعودية وسلطنة عمان . نصيب الفرد من الناتج المحلي الإجمالي في البلاد ، 950 دولارًا أمريكيًا ، هو واحد من أدنى المعدلات في العالم.
تقع صوماليلاند على طول خليج عدن ، بالقرب من مدخل باب المندب ، وهو ممر بحري رئيسي يمر عبره ما يقرب من ثلث الشحن البحري في العالم. ساعد موقعه الحكومة على جذب صفقات تجارية وتنموية جديدة. في أواخر عام 2016 ، أعلنت موانئ دبي العالمية أنها ستستثمر ما يقرب من 450 مليون دولار أمريكي لإدارة وترقية ميناء بربرة وتطوير ممر يمتد من هناك إلى الحدود الإثيوبية. إثيوبيا أيضا لها نصيب في الصفقة.

## نظرة عامة

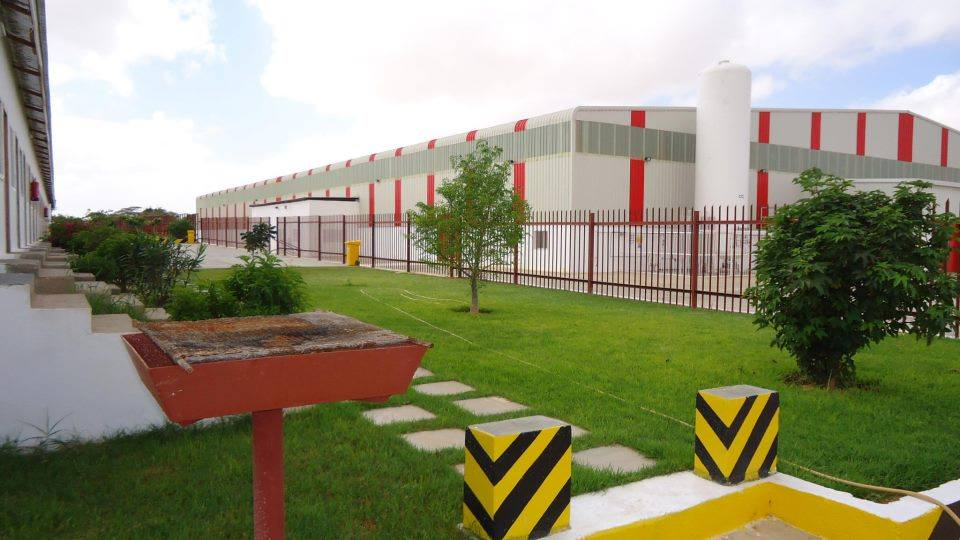
صوماليلاند صناعات المشروبات هو أول صوماليلاند المنطقة تعليب لشركة كوكا كولا. في هرجيسا.

ينظم بنك صوماليلاند المركزي، الذي تأسس دستوريًا في عام 1994 ، شلن أرض الصومال ، الذي لا يمكن استبداله بسهولة خارج أرض الصومال بسبب عدم اعتراف الدولة. قد لا تعتبر مناقصة صالحة في المناطق المتنازع عليها مثل عين أو منطقة بادهان ، والتي لا تدار كجزء من أرض الصومال وتستمر في استخدام الشلن الصومالي على الرغم من مطالبة حكومة صوماليلاند.
نظرًا لأن أرض الصومال غير معترف بها ، فقد وجد المانحون الدوليون صعوبة في تقديم المساعدة. ونتيجة لذلك ، تعتمد الحكومة بشكل أساسي على الإيصالات الضريبية والتحويلات المالية من المغتربين الصوماليين ، والتي تساهم بشكل كبير في اقتصاد أرض الصومال. تأتي التحويلات إلى أرض الصومال من خلال شركات تحويل الأموال ، وأكبرها شركة دهبشيل ،  إحدى شركات تحويل الأموال الصومالية القليلة التي تتوافق مع أنظمة تحويل الأموال الحديثة. ويقدر البنك الدولي أن تحويلات مالية تقدر بنحو مليار دولار تصل إلى الصومال سنويًا من المهاجرين العاملين في دول الخليج وأوروبا والولايات المتحدة. يقول المحللون إن دهبشيل قد يتعامل مع حوالي ثلثي هذا الرقم وما يصل إلى نصفه يصل إلى أرض الصومال وحدها.
منذ أواخر التسعينيات ، تحسنت الخدمات المقدمة بشكل ملحوظ من خلال المخصصات دولة مركزية والمساهمات من المنظمات غير الحكومية والجماعات الدينية والمجتمع الدولي (خاصة الشتات) والقطاع الخاص المتنامي. تعمل الحكومات المحلية والبلدية على تطوير بنود الخدمات العامة الرئيسية مثل المياه في هرجيسا والتعليم والكهرباء والأمن في بربرة. في عام 2009 ، افتتح البنك التجاري والصناعي - مير روج (BCIMR) ، ومقره جيبوتي ، فرعًا في هرجيسا وأصبح أول بنك في البلاد منذ انهيار البنك التجاري والادخار في الصومال عام 1990. في عام 2014 ، أصبح بنك دهبشل الدولي أول بنك تجاري في المنطقة. في عام 2017 ، افتتح Premier Bank من مقديشو فرعًا في هرجيسا.

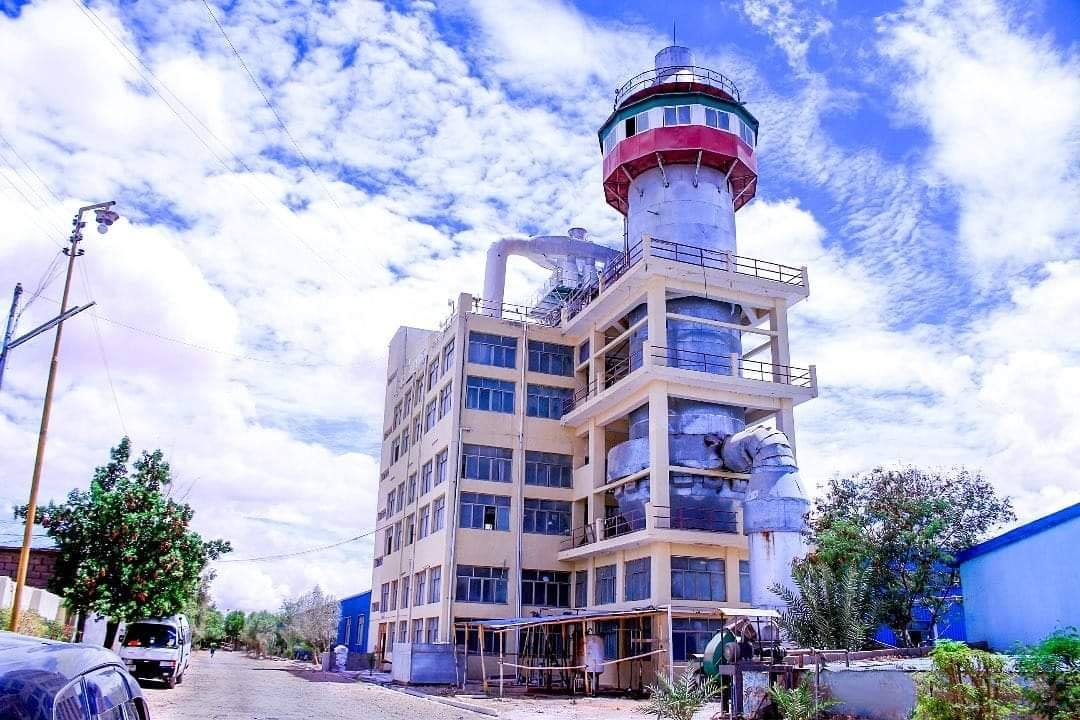
مصنع صوماليلاند للصابون Ileys Enterprises في بوراو.

تمتلك العديد من شركات الاتصالات أيضًا فروعًا في أرض الصومال. من بين هذه الشركات شركة Telesom ، واحدة من أكبر المشغلين في أرض الصومال. تأسست في عام 2002 بهدف تزويد السوق المحلية بخدمات الاتصالات السلكية واللاسلكية مثل GSM والخط الثابت والوصول إلى الإنترنت ، ولديها شبكة واسعة تغطي جميع المدن الرئيسية في أرض الصومال وأكثر من 40 مقاطعة في كل من الصومال وأرض الصومال. تقدم Telesom أيضًا من بين أرخص أسعار المكالمات الدولية بسعر 0.2 دولار أمريكي أقل من أقرب منافس لها. وتشمل شركات الاتصالات الأخرى التي تخدم المنطقة Somtel و تيليسوم
و NationLink .
الثروة الحيوانية هي العمود الفقري لاقتصاد أرض الصومال. يتم شحن الأغنام والإبل والماشية من ميناء بربرة وإرسالها إلى دول الخليج العربي ، مثل المملكة العربية السعودية.
تعتبر الزراعة بشكل عام صناعة ناجحة محتملة ، لا سيما في إنتاج الحبوب والبستنة . يتمتع التعدين أيضًا بإمكانيات ، على الرغم من أن المحاجر البسيطة تمثل نطاق العمليات الحالية ، على الرغم من وجود كميات متنوعة من الرواسب المعدنية.

## السياحة

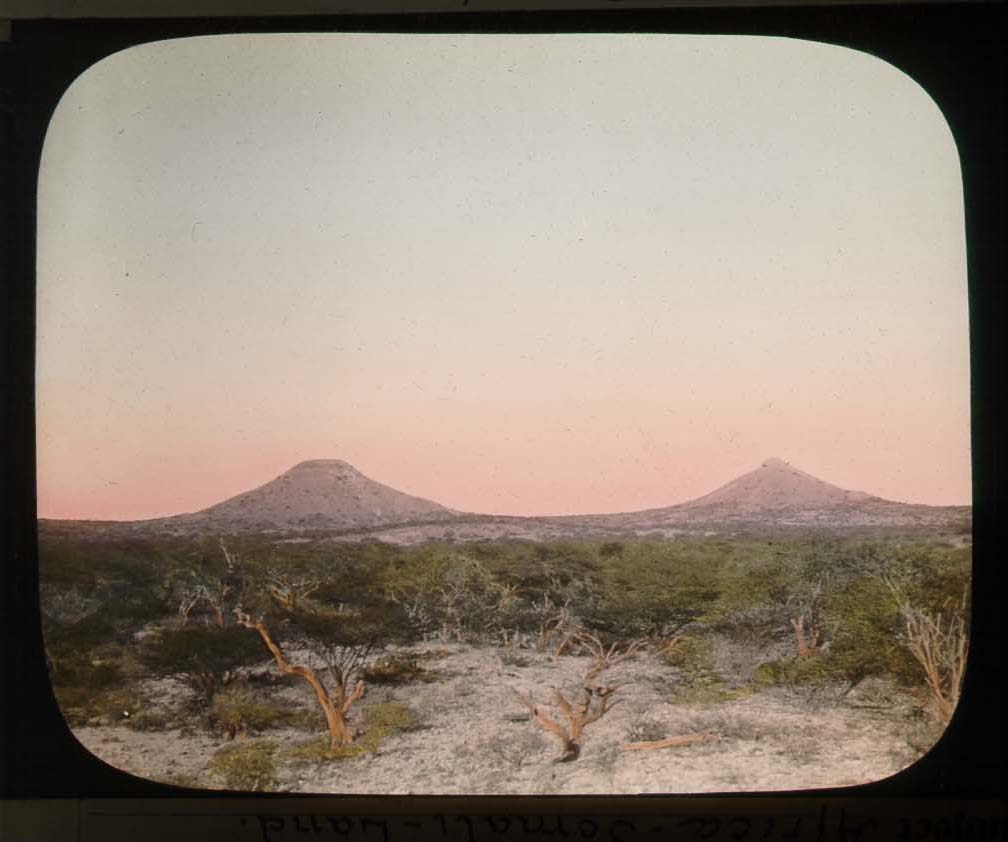
نعسا حبود عام 1896.

تعتبر الكهوف والفنون الصخرية في Laas Geel، الواقعة على مشارف هرجيسا، من المعالم السياحية المحلية الشهيرة. تم اكتشافها في المجموع عشرة كهوف، من قبل فريق أثري فرنسي في عام 2002 ويعتقد أنها تعود إلى حوالي 5000 عام. تحافظ الحكومة والسكان المحليون على لوحات الكهوف آمنة ولا يُسمح إلا لعدد محدود من السياح بالدخول. تشمل المعالم البارزة الأخرى قوس الحرية في هرجيسا والنصب التذكاري للحرب في وسط المدينة. مناطق الجذب الطبيعية شائعة جدًا في جميع أنحاء المنطقة. Naasa Hablood هي تلال مزدوجة تقع على مشارف هرجيسا والتي يعتبرها الصوماليون في المنطقة معلمًا طبيعيًا مهيبًا.
كما شجعت وزارة التجارة والصناعة والسياحة المسافرين على زيارة البلدات والمدن التاريخية في أرض الصومال. تقع مدينة الشيخ التاريخية بالقرب من بربرة وهي موطن للمباني الاستعمارية البريطانية القديمة التي ظلت على حالها لأكثر من أربعين عامًا. تضم بربرة أيضًا مباني معمارية عثمانية تاريخية ومثيرة للإعجاب. مدينة تاريخية أخرى مشهورة هي زيلا . كانت زيلا ذات يوم جزءًا من الإمبراطورية العثمانية، وتبعية اليمن ومصر ومدينة تجارية رئيسية خلال القرن التاسع عشر. تمت زيارة المدينة لمعالمها الاستعمارية القديمة وأشجار المانغروف البحرية والشعاب المرجانية والمنحدرات الشاهقة والشاطئ. جذبت الثقافة البدوية في أرض الصومال أيضًا السياح. يعيش معظم البدو في الريف.

## المواصلات

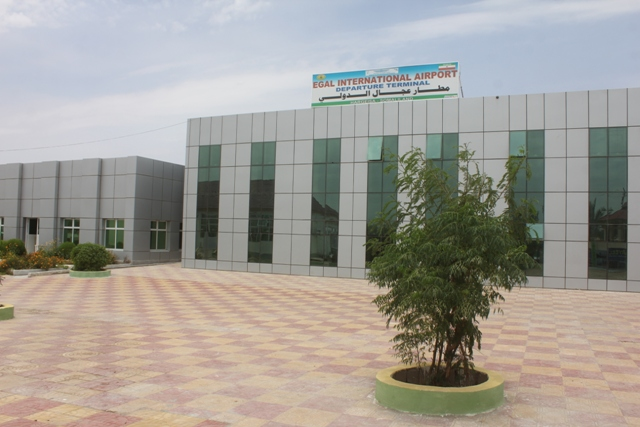
مطار هرجيسا الدولي في هرجيسا.

تعمل خدمات الحافلات في هرجيسا وبوراو وجابيلي وبربرة وبوراما . هناك أيضًا خدمات النقل البري بين المدن الرئيسية والقرى المجاورة ، والتي يتم تشغيلها بواسطة أنواع مختلفة من المركبات. ومن بين هذه سيارات الأجرة والدفع الرباعي والحافلات الصغيرة ومركبات البضائع الخفيفة (LGV).
أبرز شركات الطيران التي تخدم أرض الصومال هي شركة طيران دالو ، وهي شركة طيران صومالية خاصة مع رحلات دولية منتظمة ظهرت بعد توقف الخطوط الجوية الصومالية عن العمل. كما تطير الخطوط الجوية الأفريقية والخطوط الجوية الإثيوبية من مطارات في أرض الصومال إلى مدينة جيبوتي وأديس أبابا ودبي وجدة ، وتقدم رحلات للحج والعمرة عبر مطار إيغال الدولي في هرجيسا. المطارات الرئيسية الأخرى في البلاد تشمل مطار بربرة .

## الموانئ

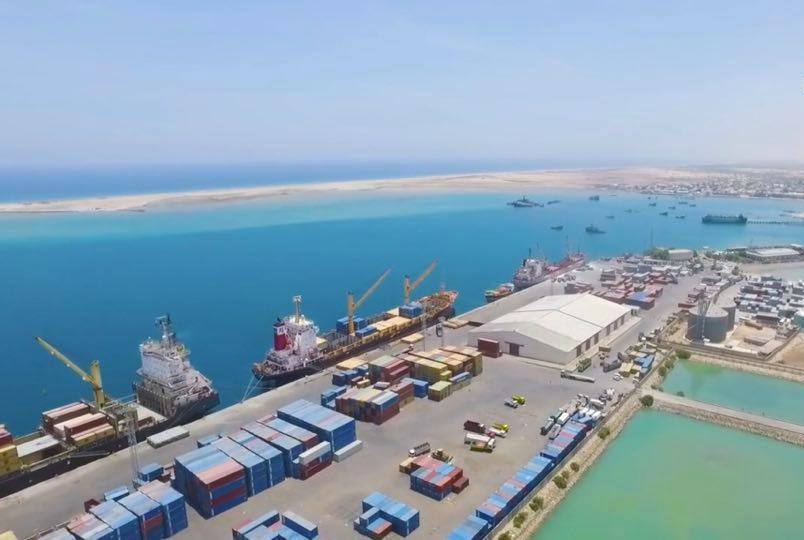
ميناء بربرة.

في يونيو 2016 ، وقعت حكومة أرض الصومال اتفاقية مع موانئ دبي العالمية لإدارة ميناء بربرة الاستراتيجي بهدف تعزيز القدرة الإنتاجية والعمل كميناء بديل لإثيوبيا غير الساحلية.

## التنقيب عن النفط

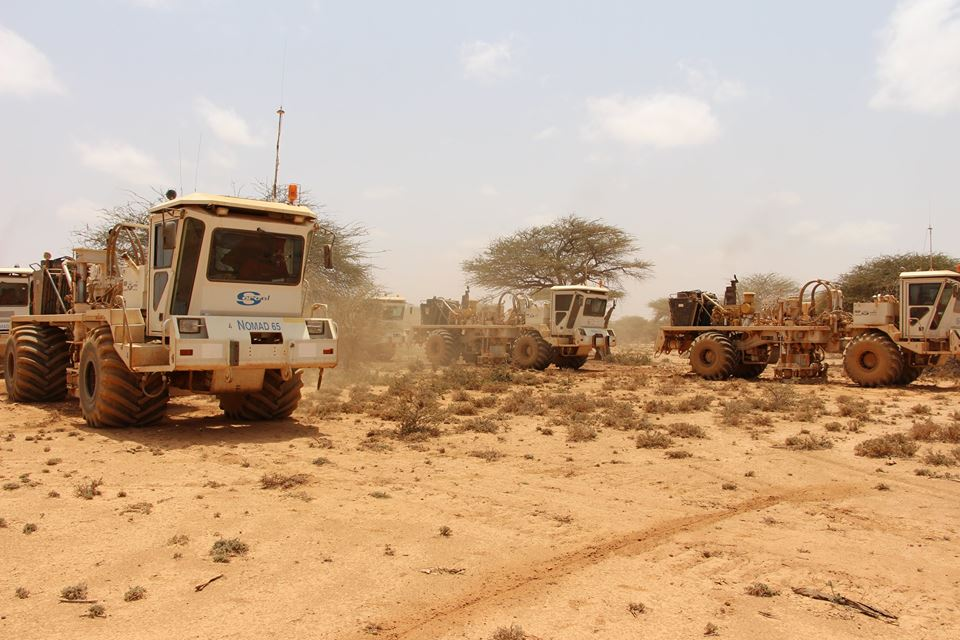
أنشطة التنقيب عن النفط والغاز في منطقة أودواين بمنطقة توجدير.

في أغسطس 2012 ، منحت حكومة أرض الصومال رخصة Genel Energy لاستكشاف النفط داخل أراضيها. أكدت نتائج دراسة تسرب السطح التي اكتملت في أوائل عام 2015 الإمكانات البارزة المعروضة في كتلة SL-10B و SL-13 وكتلة Oodweyne مع احتياطيات نفطية تقديرية تبلغ مليار برميل لكل منهما. من المقرر أن تقوم شركة Genel Energy بحفر بئر استكشافية لمجموعتي SL-10B و SL-13 في بور-ذهب على بعد 20 كيلومترًا شمال غرب عينبة بحلول نهاية عام 2018.